# Auloplax filholi
Auloplax filholi är en svampdjursart som först beskrevs av Topsent 1904.  Auloplax filholi ingår i släktet Auloplax och familjen Dactylocalycidae. Inga underarter finns listade i Catalogue of Life.